# 고부스탄구
고부스탄구(아제르바이잔어: Qobustan rayonu)는 아제르바이잔 동부에 위치한 구로 행정 중심지는 고부스탄이며 면적은 1,369.4km2, 인구는 37,137명이다.